# Яманоуе но Окура
Яманоуе но Окура (яп. 山上憶良, やまのうえのおくら; 660—733) — японський урядовець і поет 2-ї половини 7 — початку 8 століття, періодів Асука і Нара. Служив при дворі Імператорів Дзіто і Момму. Один з авторів стародавньої японської поетичної збірки «Манйосю».
У 702 році був висланий з посольством до китайської імперії Тан. Після повернення в Японію отримав призначення на посаду провінціалів провінцій Хокі і Тікудзен, а також лектора спадкоємця престолу, Великого сина Імператора.
Під впливом конфуціанства та китайської літератури, складав вірші на філософські та соціальні теми. У збірці «Манйосю» збереглися його довгі вірші тьока і короткі вірші танка, а також пісні седока і китайська поезія.
Був автором власної антології віршів «Збірка діброви пісень» (類聚歌林), а також соціально-політичних творів «Віршований діалог бідняків» (貧窮問答歌), «Дума про мужів» (子等を思ふ歌) та інших.